# Jens Heppner

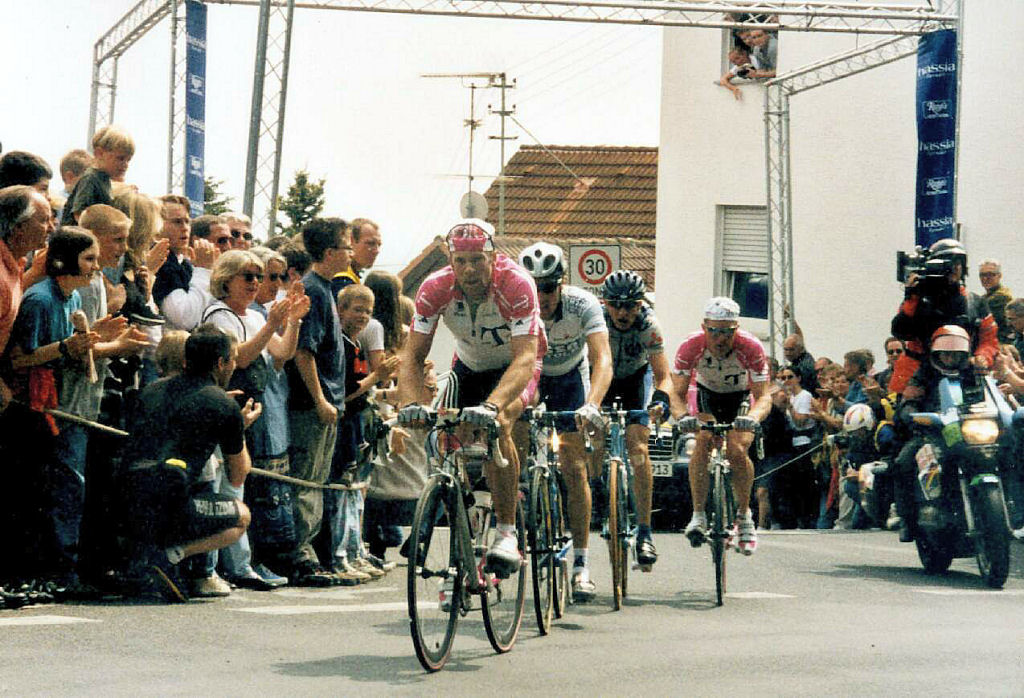
Heppner in einer Spitzengruppe beim Henninger-Turm 2000 mit Kai Hundertmarck und Matteo Tosatto.

Jens Heppner (* 23. Dezember 1964 in Gera) ist ein ehemaliger deutscher Radrennfahrer, nationaler Meister im Radsport und Sportlicher Leiter. Er wohnt in der deutschsprachigen Gemeinde Kelmis in Belgien.

## Karriere
Seine ersten Erfolge waren die Siege in der Wertung für den besten Nachwuchsfahrer (Weißes Trikot) bei den DDR-Rundfahrten 1984 und 1985. 1984 wurde er Zweiter im ungarischen Etappenrennen Mecsek-Cup, 1985 und 1989 gewann er das Rennen.
Heppner, der 1974 bei der BSG Elektronik Gera mit dem Radsport begonnen hat und anschließend für die SG Wismut Gera in der Trainingsgruppe von Werner Marschner startete, fuhr von 1992 bis 2002 für das Team Telekom. Während dieser Zeit nahm er mehrmals an den großen Rundfahrten Tour de France und Giro d’Italia teil. So belegte er bei der Tour de France 1992 den 10. Platz in der Gesamtwertung und gehörte auch den Aufgeboten des Teams bei den Toursiegen von Bjarne Riis 1996 und Jan Ullrich 1997 an. Auf der 19. Etappe der Tour de France 1997 sprinteten Bart Voskamp und Jens Heppner um den Tagessieg. Beide wurden distanziert, da sie nach Ansicht der Jury unfair gefahren waren. 1999 gewann er Rund um Köln. Sein größter Karriereerfolg ist der Gesamtwertungssieg in der Deutschland Tour 1999. Beim Giro d’Italia 2002 eroberte er auf der 6. Etappe das Maglia Rosa des Gesamtführenden als Mitglied einer Ausreißergruppe, das er 10 Tage lang trug. Von 2003 bis 2005 stand er beim Team Wiesenhof unter Vertrag. Am 24. August 2005 fuhr er in Jena sein Abschlussrennen, das er im Sprint knapp vor seinem ehemaligen Teamkollegen Jan Ullrich gewann. Bei dem Rennen war fast die gesamte deutsche Radsportelite anwesend.

## Berufliches
Anschließend war Heppner bis zur Auflösung des Teams Ende Oktober 2007 Sportlicher Leiter des Teams Wiesenhof-Felt. Außerdem arbeitete er als Radsportexperte beim Sportsender Eurosport und kommentierte dort unter anderem die Tour de France. Der Sender begründet seinen Verzicht auf die Dienste Heppners bei der Tour 2007 damit, dass man aufgrund seiner früheren Mitgliedschaft beim in einen Dopingskandal verwickelten Team Telekom nicht davon ausgehen könne, dass Heppner unbefangen auftreten und sein ganzes Wissen zum Doping als Experte darbieten könne.
Von 2009 bis 2013 war Jens Heppner Sportlicher Leiter beim Team NetApp. Am 24. Juli 2013 veröffentlichte die Anti-Doping-Kommission des französischen Senats die Ergebnisse einer nachträglichen Untersuchung von Dopingproben aus dem Jahr 1998. Dabei wurde in einer Dopingprobe Heppners EPO nachgewiesen. Da es sich bei den Untersuchungen um wissenschaftliche Analysen handelte und keine B-Proben zur Kontrolle vorhanden waren, hatten diese Ergebnisse keine sportrechtlichen Konsequenzen. Heppner wurde Ende Juli 2013 infolge der Veröffentlichung der französischen Doping-Untersuchung vom Juli 2013 von seinen Aufgaben als Sportlicher Leiter beim Team NetApp-Endura „in gegenseitigem Einvernehmen“ mit der Teamleitung entbunden.
Jens Heppner betrieb gemeinsam mit seiner Frau ein Höhenfitness-Studio in Hergenrath. Später war er gelegentlich als Guide bei Radsporttouren für Freizeitsportler u. a. in Südafrika tätig.

## Erfolge (Auswahl)
- Junioren-Weltmeister Straßenvierer 1982
- Gesamtwertung und eine Etappe Hessen-Rundfahrt 1987
- Gesamtwertung Sachsen-Tour 1987
- DDR-Straßenmeister 1990
- 10. Gesamtwertung Tour de France 1992
- Dritter Amstel Gold Race 1993
- Deutscher Profimeister 1994
- Gesamtwertung und eine Etappe Tour de Limousin 1994
- eine Etappe und Gesamtzweiter Regio-Tour 1996
- eine Etappe Tour de France 1998
- Gesamtwertung Deutschland Tour 1999
- Rund um Köln 1999
- eine Etappe Deutschland Tour 2000
- 10 Tage Maglia Rosa Giro d’Italia 2002

## Ehrungen
1997 bekam Heppner als Teil seines Teams den Medien- und Fernsehpreis Bambi verliehen.